# Inside the Electric Circus
Inside the Electric Circus – album amerykańskiego zespołu heavymetalowego W.A.S.P., który został wydany w październiku 1986 roku.

## Lista utworów
1. The Big Welcome – 1:21
2. Inside the Electric Circus – 3:33
3. I Don't Need No Doctor (Ray Charles) – 3:26
4. 9.5. - N.A.S.T.Y. (Lawless/Holmes) – 4:47
5. Restless Gypsy – 4:59
6. Shoot From the Hip – 4:38
7. I'm Alive – 4:22
8. Easy Living (Ken Hensley) – 3:10
9. Sweet Cheetah (Lawless/Holmes) – 5:14
10. Mantronic (Lawless/Holmes) – 4:08
11. King of Sodom and Gomorrah (Lawless/Holmes) – 3:46
12. The Rock Rolls On – 3:50

## Wykonawcy
- Blackie Lawless – śpiew, gitara elektryczna
- Chris Holmes – gitara elektryczna
- Johnny Rod – gitara basowa
- Steve Riley – perkusja